# Forn de calç del torrent de Bolederes
El Forn de calç del torrent de Bolederes és una obra de Moià inclosa a l'Inventari del Patrimoni Arquitectònic de Catalunya.

## Descripció
Forn de calç que es troba a uns 200 metres de la rajoleria de la Torre de Casanova, a tocar de la pista que s'agafa a mà dreta de la casa de Torre de Casanova, al costat esquerre en direcció al Torrent de Bolederes.
Es tracta d'un edifici parcialment cobert de vegetació, de planta circular amb un diàmetre d'entre 4,20 i 4,40 metres. Conserva gran part de l'olla a excepció de la coberta, que es troba ensorrada. Part dels murs interiors presenten una textura envitrallada a causa de les cuites que s'hi realitzaven. Per al reforç i subjecció de la pedra dels paraments s'utilitzà morter de calç, encara observable, així com els arranjaments posteriors amb fragments de maó provinents, probablement, de la teuleria de la Torre de Casanova. A pocs metres del forn encara hi ha restes de la pedrera on s'extreia la roca calcària.